# Aori Qileng
Aori Qileng (Xilin Gol, Mongólia Interior, 25 de junho de 1993) é um lutador de artes marciais mistas chinês que compete na categoria peso-galo do Ultimate Fighting Championship (UFC).

## Carreira no MMA

### Ultimate Fighting Championship
Aori enfrentou Jeff Molina em 24 de abril de 2021, no UFC 261. Ele perdeu a luta por decisão unânime. A luta lhe rendeu o prêmio de Luta da Noite.
Aori enfrentou Cody Durden em 20 de novembro de 2021, no UFC Fight Night: Vieira vs. Tate. Ele perdeu a luta por decisão unânime.
Aori enfrentou Cameron Else em 23 de abril de 2022, no UFC Fight Night: Lemos vs. Andrade. Ele venceu a luta por nocaute técnico no primeiro round.
Aori enfrentou Jay Perrin em 20 de agosto de 2022, no UFC 278. Ele venceu a luta por decisão unânime.
Aori enfrentou Aiemann Zahabi em 10 de junho de 2023, no UFC 289. Ele perdeu a luta por nocaute no primeiro round.
Aori enfrentou Johnny Muñoz Jr. em 7 de outubro de 2023, no UFC Fight Night 229. Ele venceu a luta por decisão unânime.
Aori enfrentou Daniel Marcos no UFC Fight Night 236, em 10 de fevereiro de 2024. A luta terminou sem vencedor devido a repetidos golpes baixos acidentais.
Aori enfrentou Raúl Rosas Jr. em 14 de setembro de 2024, no UFC 306. Ele perdeu a luta por decisão unânime.

## Campeonatos e realizações
- Ultimate Fighting Championship
  - Luta da Noite (Uma vez) vs. Jeff Molina

## Cartel no MMA
| Cartel no MMA   |             |             |
| 38 lutas        | 25 vitórias | 12 derrotas |
| Por nocaute     | 8           | 1           |
| Por finalização | 1           | 3           |
| Por decisão     | 16          | 8           |
| No contest      | 1           | 1           |